# أسد مهاجم من آشوربانيبال

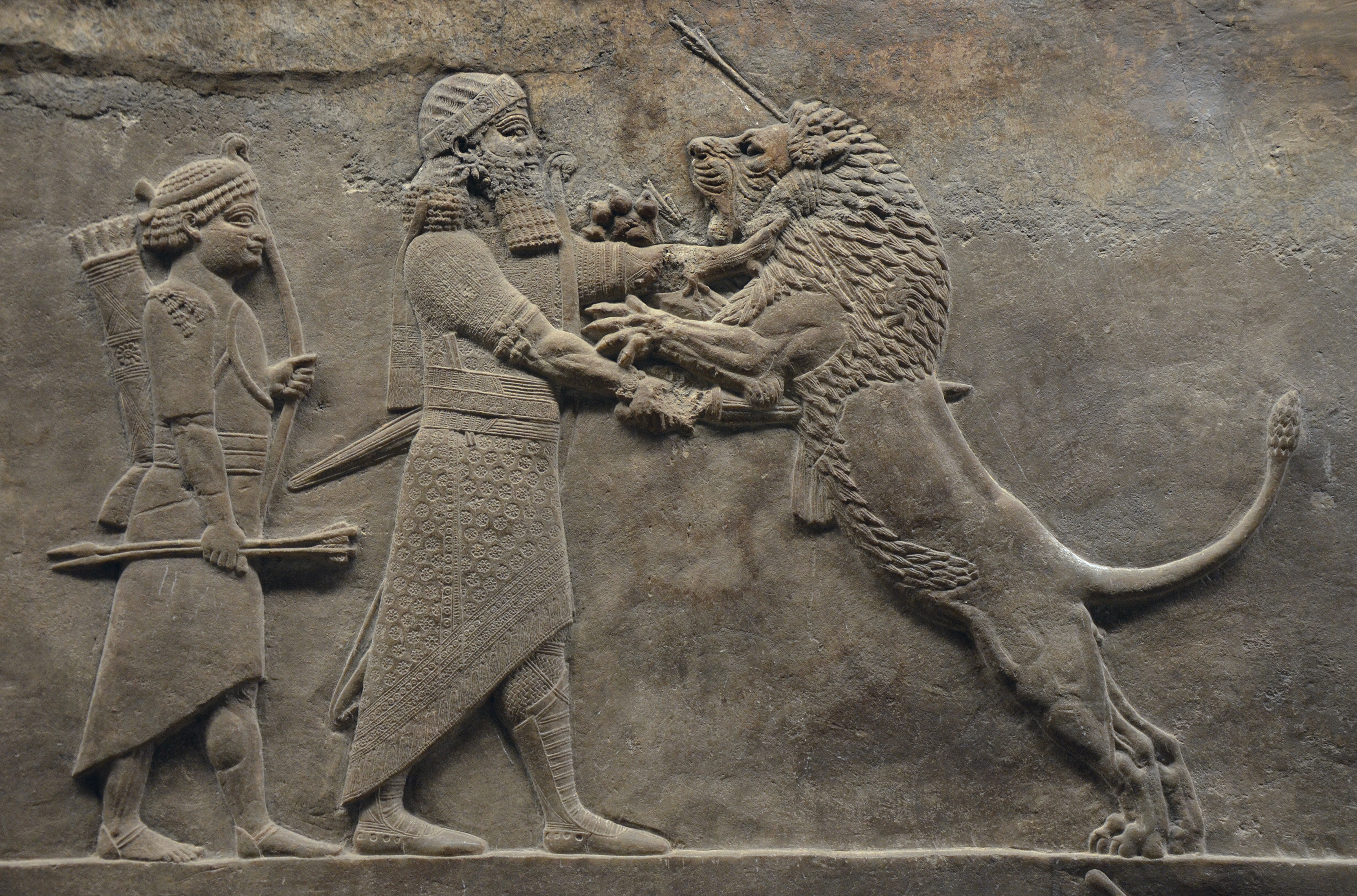
نقش منحوت لآشور بانيبال يقتل أسد، بين 645–635 قبل الميلاد

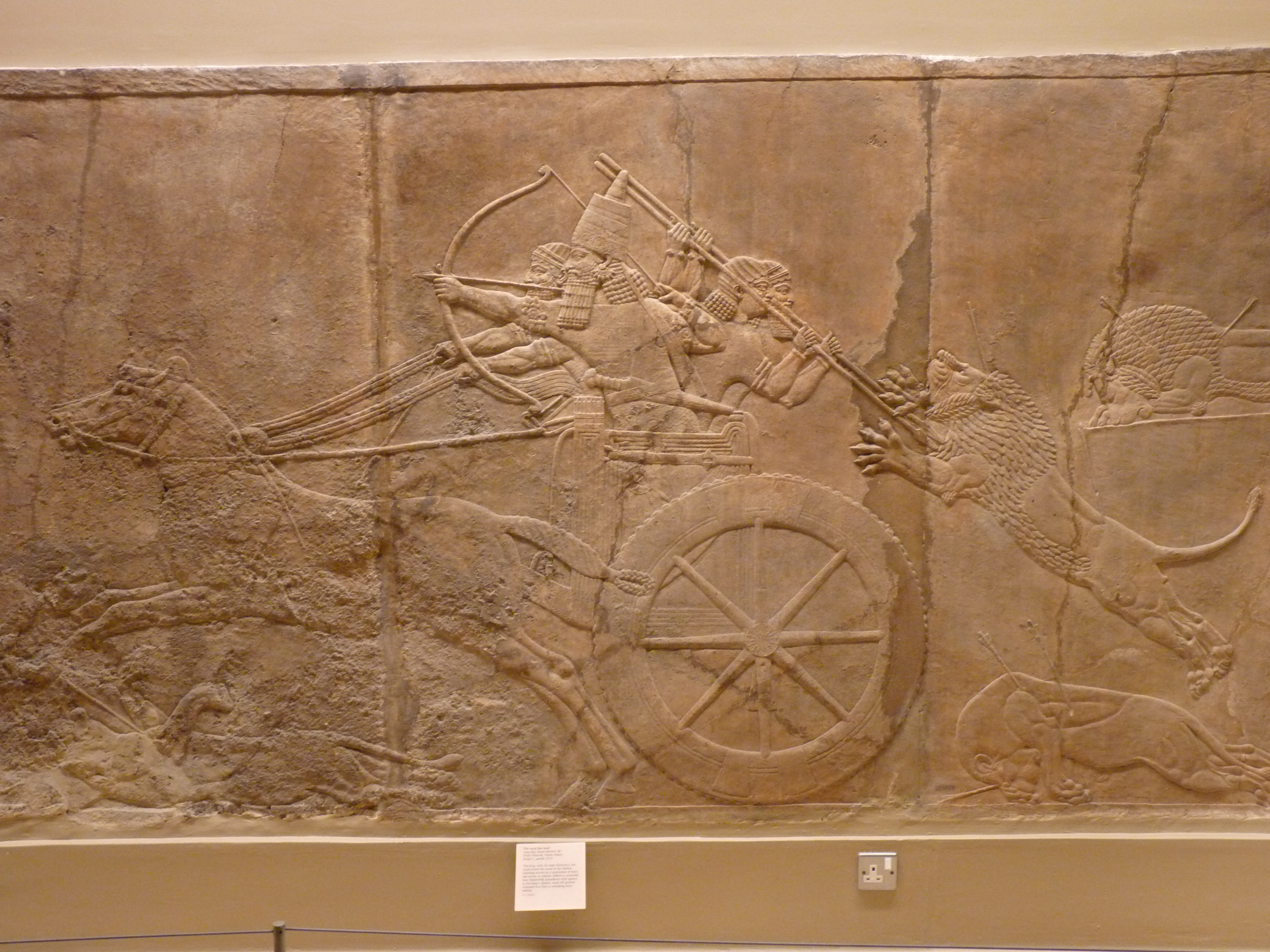
يطلق الملك سهاماً من مركبته ، بينما الصيادون يصدون الأسد من وراءهم

يظهر الأسد الضخم وآشور بانيبال في مجموعة مشهورة في القصور الآشورية من القصر الشمالي في نينوى والتي يتم عرضها الآن في الغرفة (10 a) من المتحف البريطاني. تعتبر على نطاق واسع من «روائع الفن الآشوري العليا». يظهرون بـ «مطاردة» طقسية رسمية من قبل الملك آشوربانيبال (حكم 668 - 631/627 ق.م) في ساحة، حيث تم إطلاق أسود آسيوية تم أسرها من أقفاص للملك لذبحها بالسهام أو الرماح أو بسيفه. وقد صنعوا حوالي 645-635 قبل الميلاد، وشكلوا في الأصل سلاسل مختلفة موضوعة حول القصر. ومن المحتمل أن يكونوا قد رسموا أصلاً، وشكلوا جزءاً من ديكور شامل بألوان زاهية.

## نقوش القصر

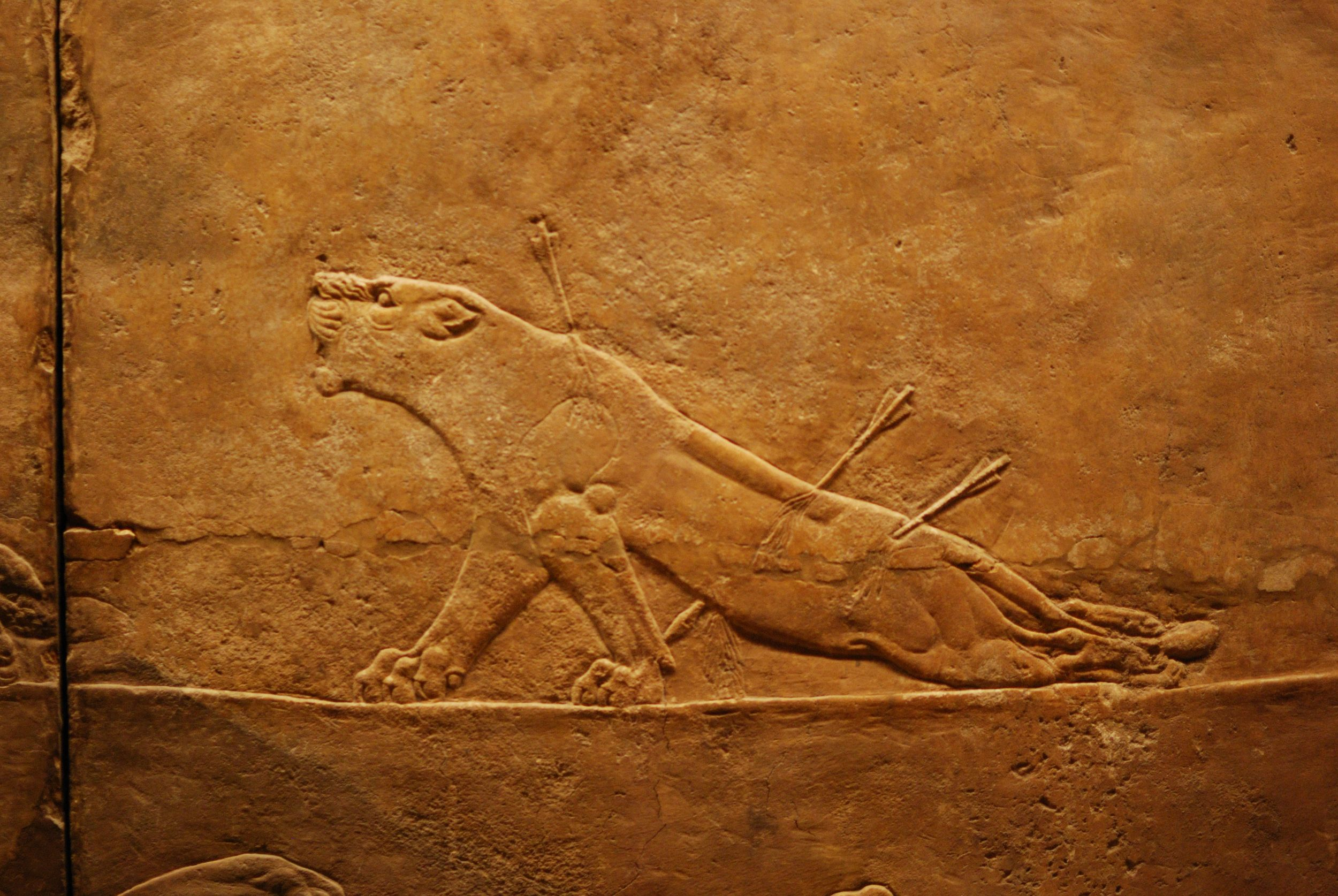
المتحف البريطاني، المجموعات الآشورية (الغرفة رقم 10، المتحف البريطاني)

هناك ما يقرب من عشرين مجموعة من المشاهد المتعلقة بصيد الأسد في نقوش القصور الآشورية المسجلة، معظمهم يعطون الموضوع معالجة أكثر اختصاراً هنا. وقد زينت القصور الآشورية الجديدة على نطاق واسع للغاية بمثل هذه النقوش المنحوتة، وهي منحوتة بنقوش منخفضة للغاية على بلاطات معظمها من الجبس المرمر، الذي كان وفيراً في شمال العراق. كما تم عرض الحيوانات الأخرى التي يتم اصطيادها، وكان الموضوع الرئيسي للمنحوتات السردية هو حملات الحرب للملك الذي بنى القصر. وأظهرت منحوتات أخرى الملك ومحاكمه و "الجني المجنح"، والثور المجنح الآلهة الثانوية الوقائية.
احتلت معظم نقوش القصر جدران القاعات الكبيرة، مع عدة غرف متتالية. لكن مشاهد صيد الاسد في القصر الشمالي تأتي من أكثر من مكان واحد. في الغالب من ممرات ضيقة نسبياً، مما يؤدي إلى الخروج من الغرف الأكبر. كما إن بعضها كان في الأصل في الطابق العلوي، على الرغم من أنهم انخفضوا إلى تحت مستوى الأرض بحلول الوقت الذي تم التنقيب فيه. كان وضعهم الأصلي، من حيث الأبعاد، ليس بذلك الأختلاف عن طريقة عرضهم اليوم، على الرغم من أن السقف كان سيكون أعلى. نفس القصر له نقوش أقل من المعتاد مع أسد ذكر ولبوة مسترخيين في حديقة القصر الخصبة، اللبؤة الغافية، التي تمثل ربما الحيوانات الأليفة في القصر.

## مشاهد

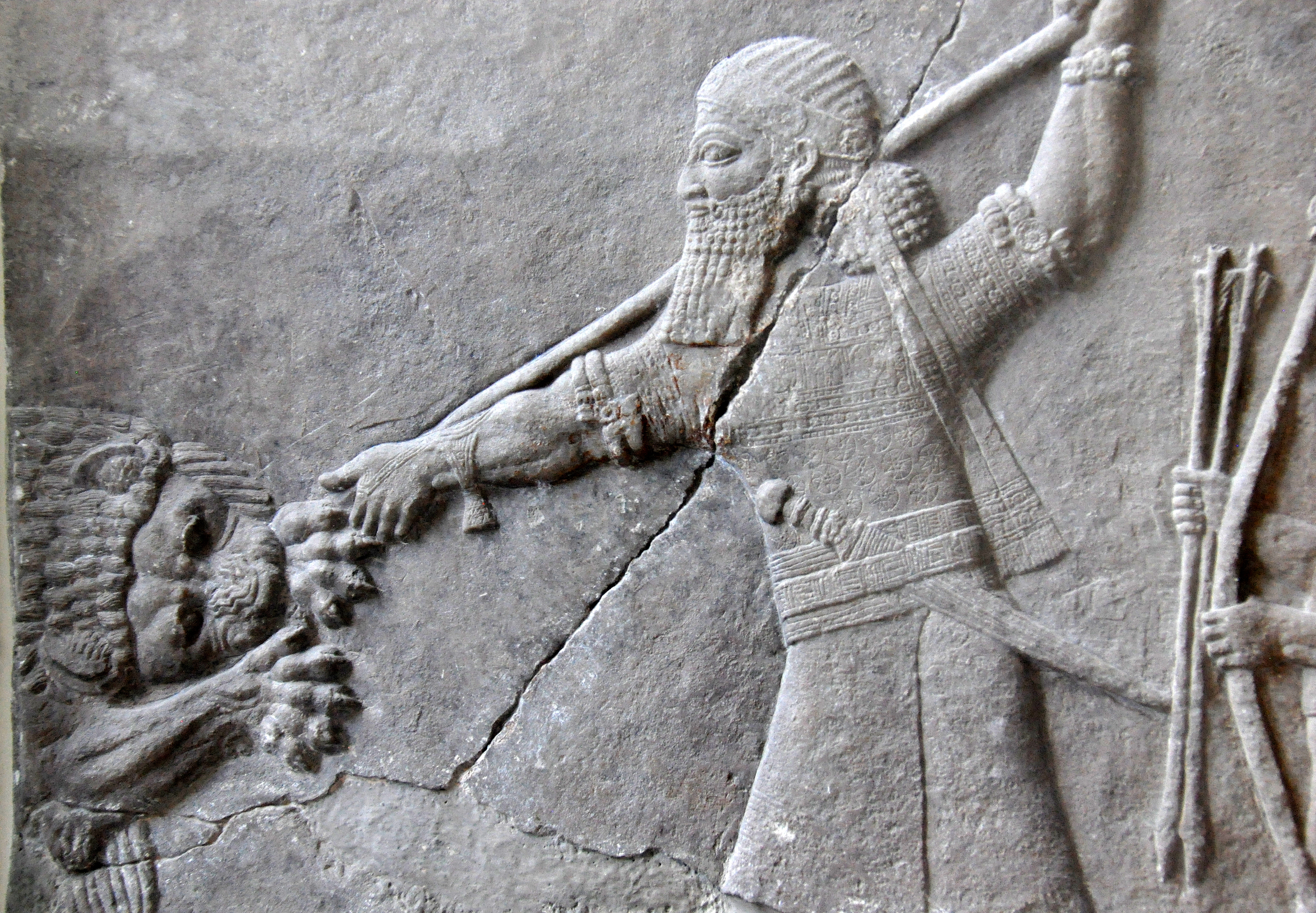
آشوربانيبال الثاني يصطاد أسد. نقش بارز من قصره الشمالي في نينوى ، العراق. القرن السابع قبل الميلاد. متحف بيرغامون
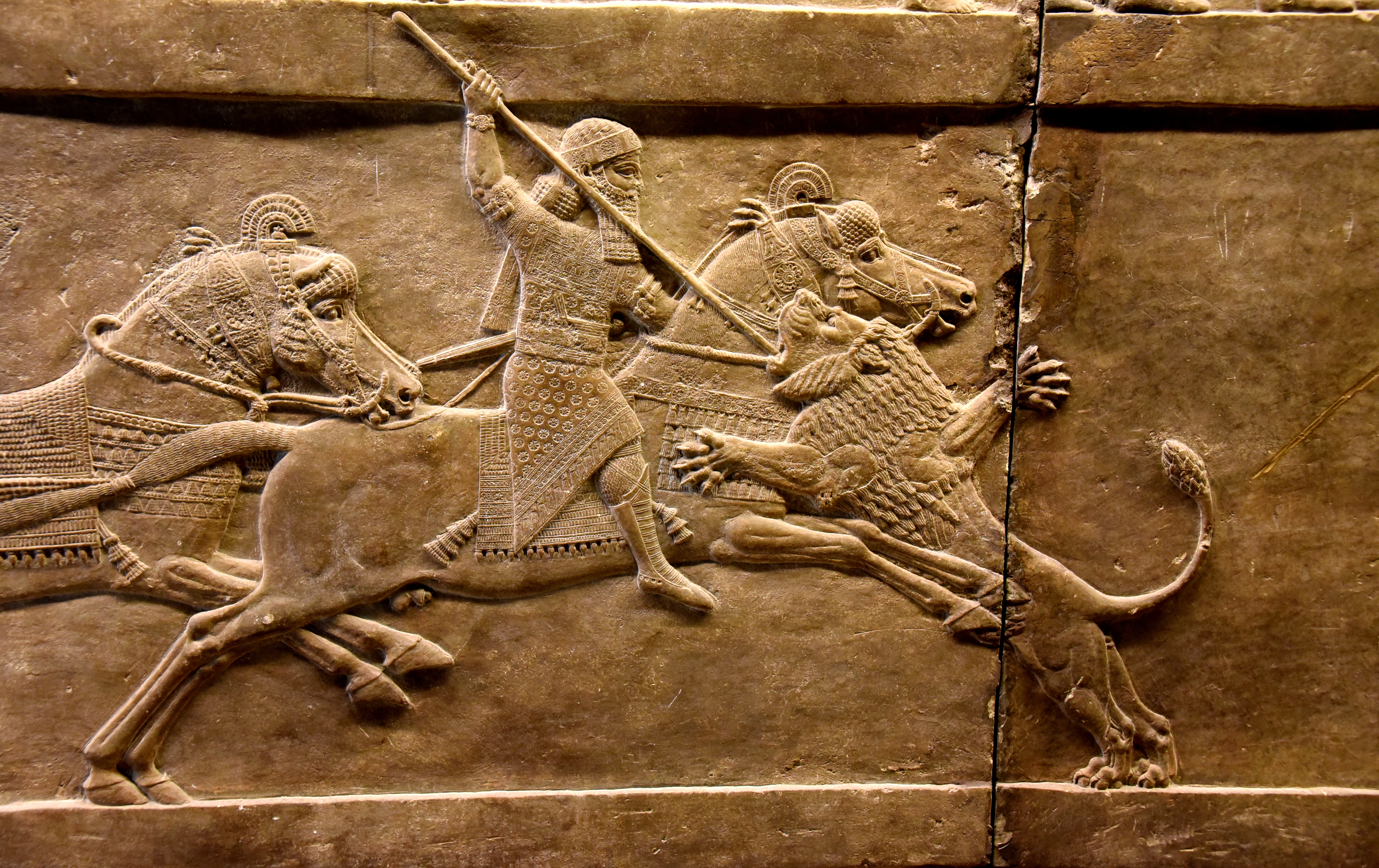
آشوربانيبال على حصانه يدفع الرمح على رأس الأسد
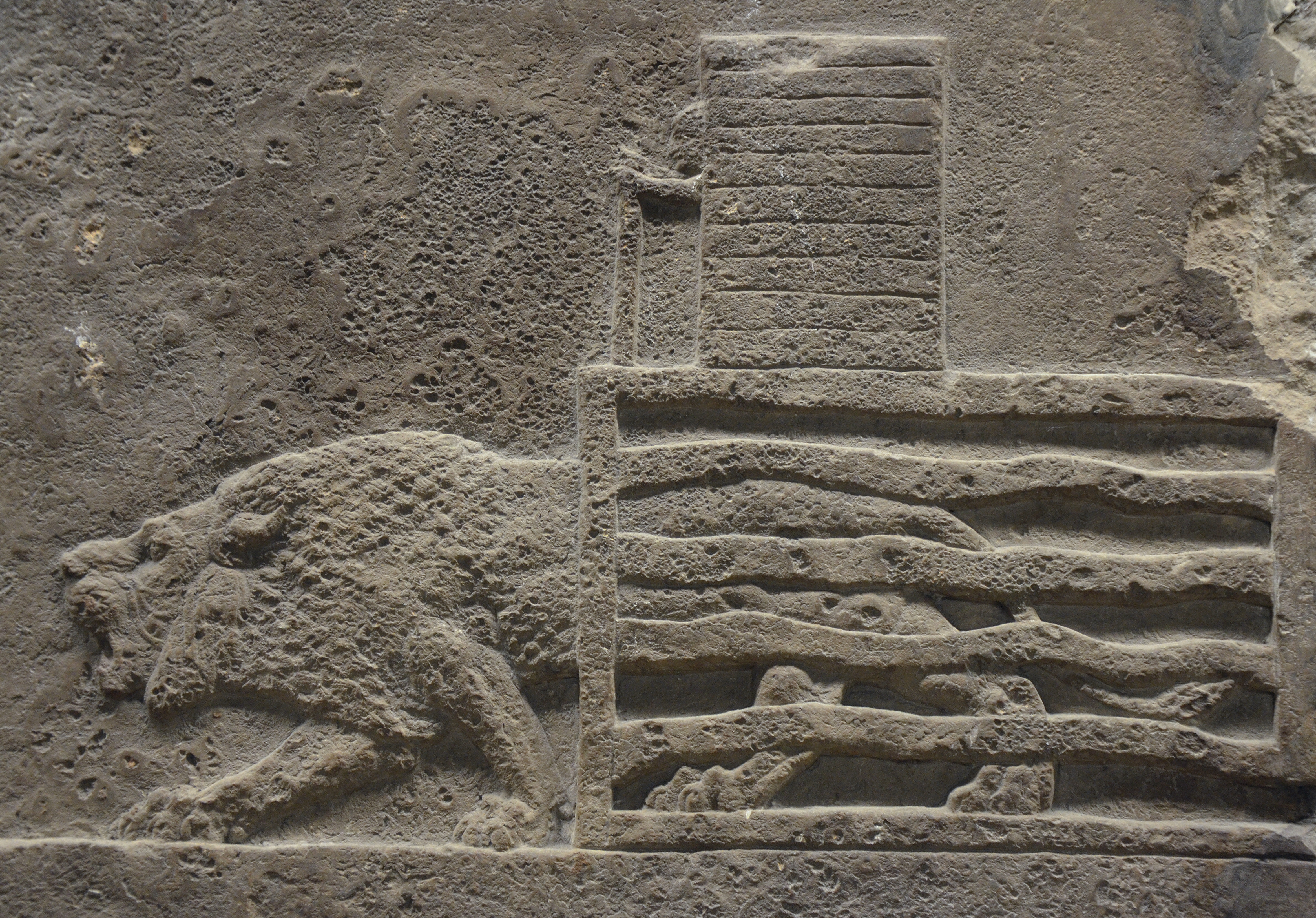
خادم يطلق أسد من قفصه
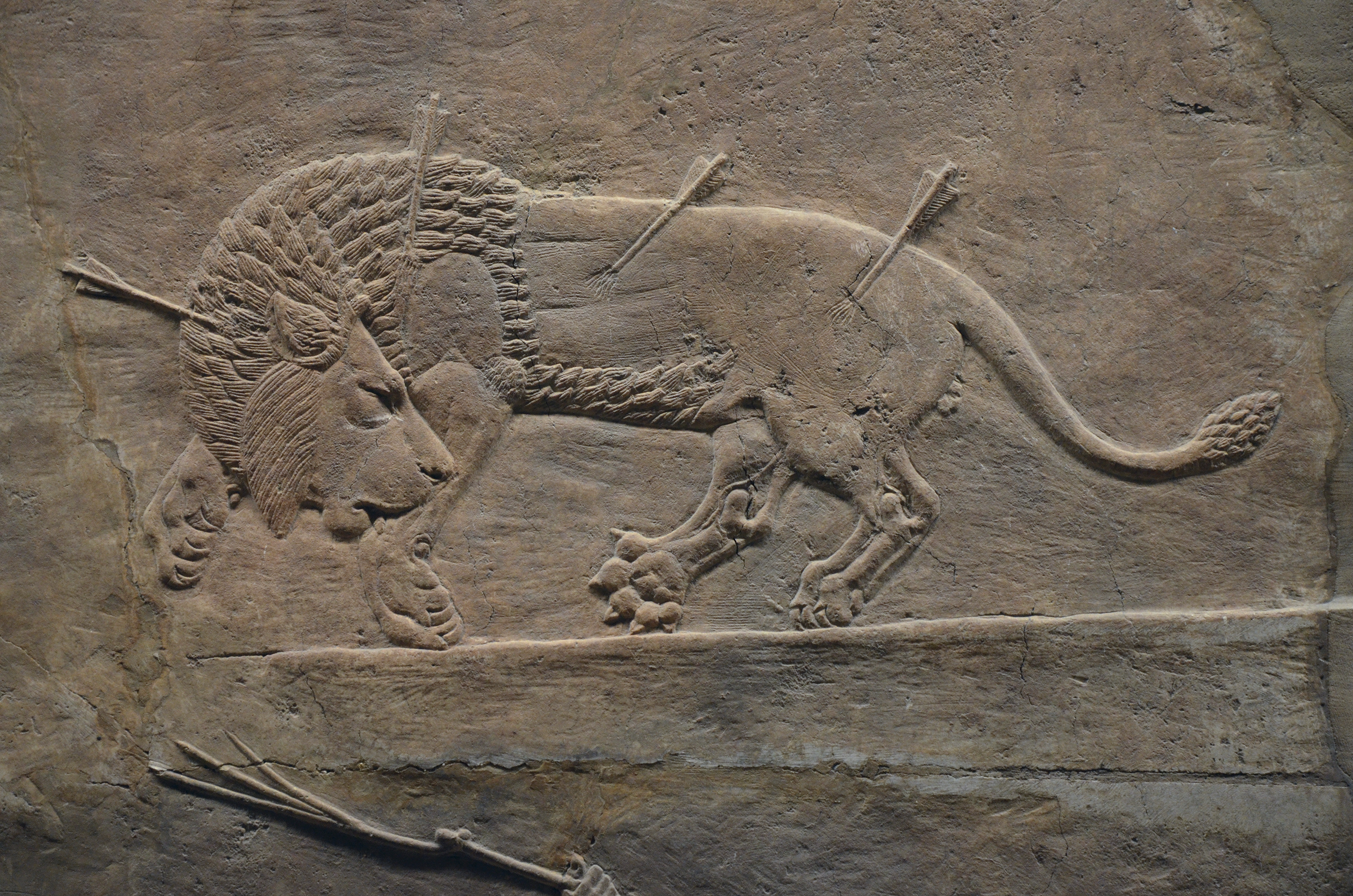
أسد مجروح
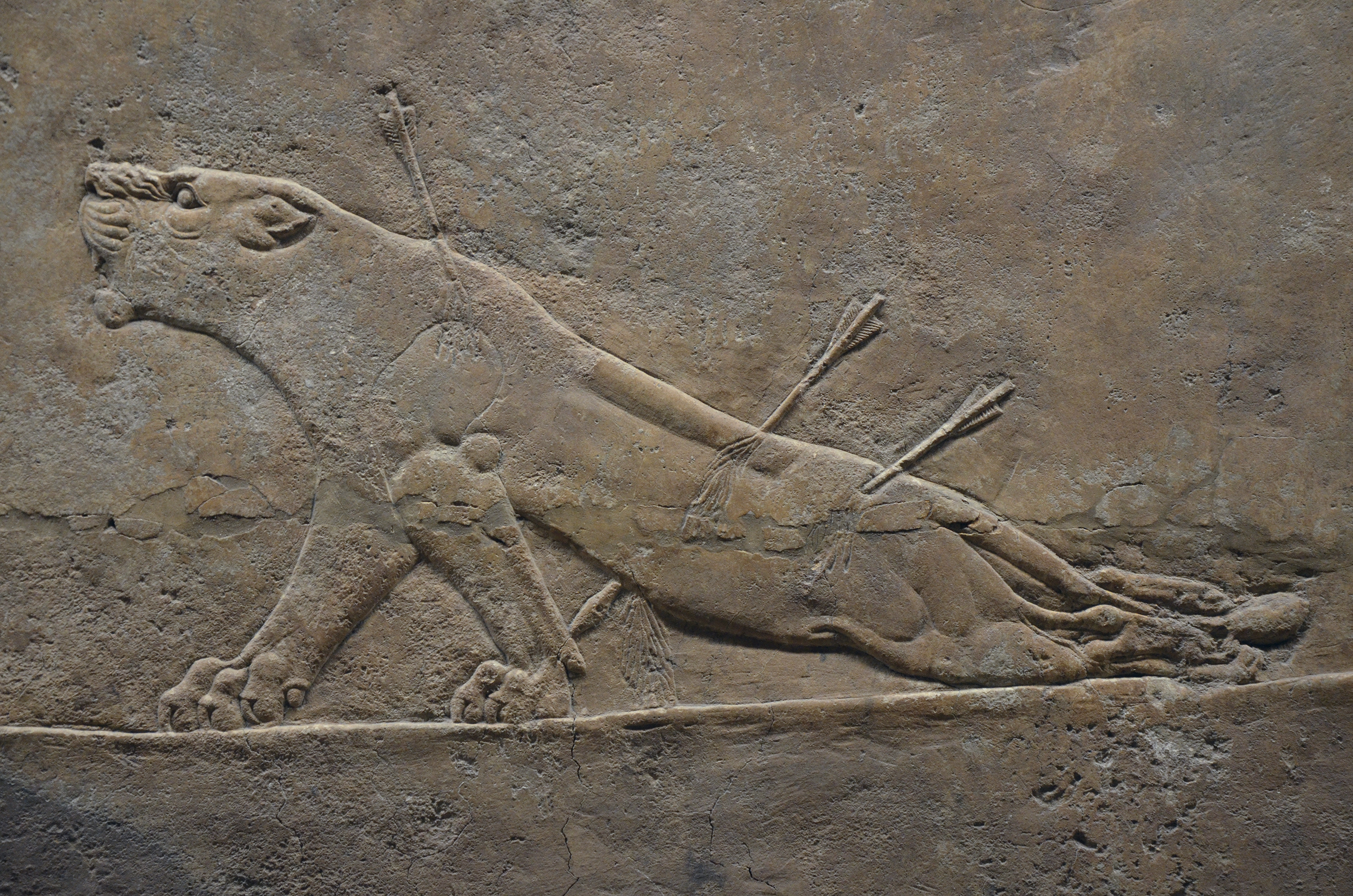
لبوة مجروحة
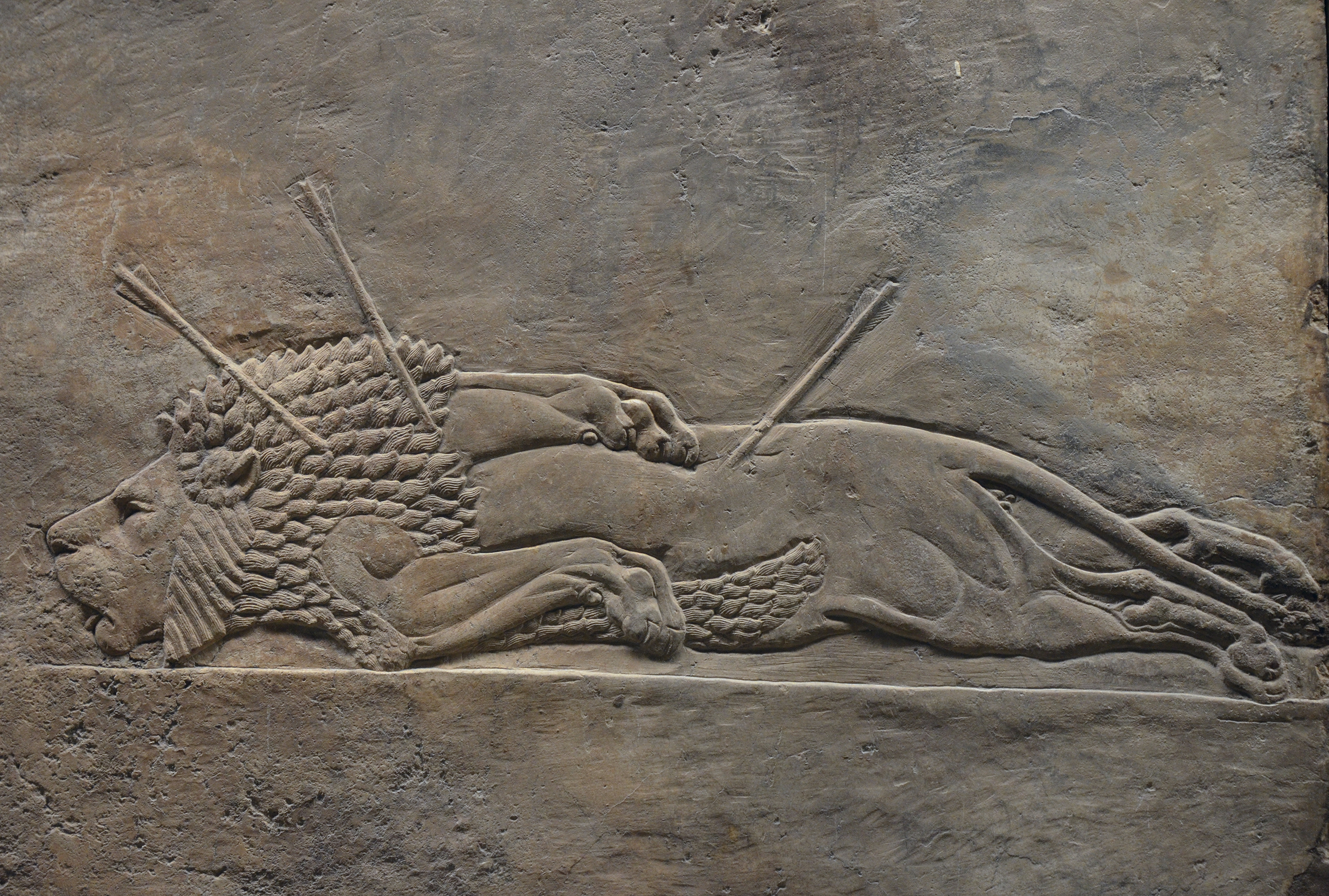
أسد ميت
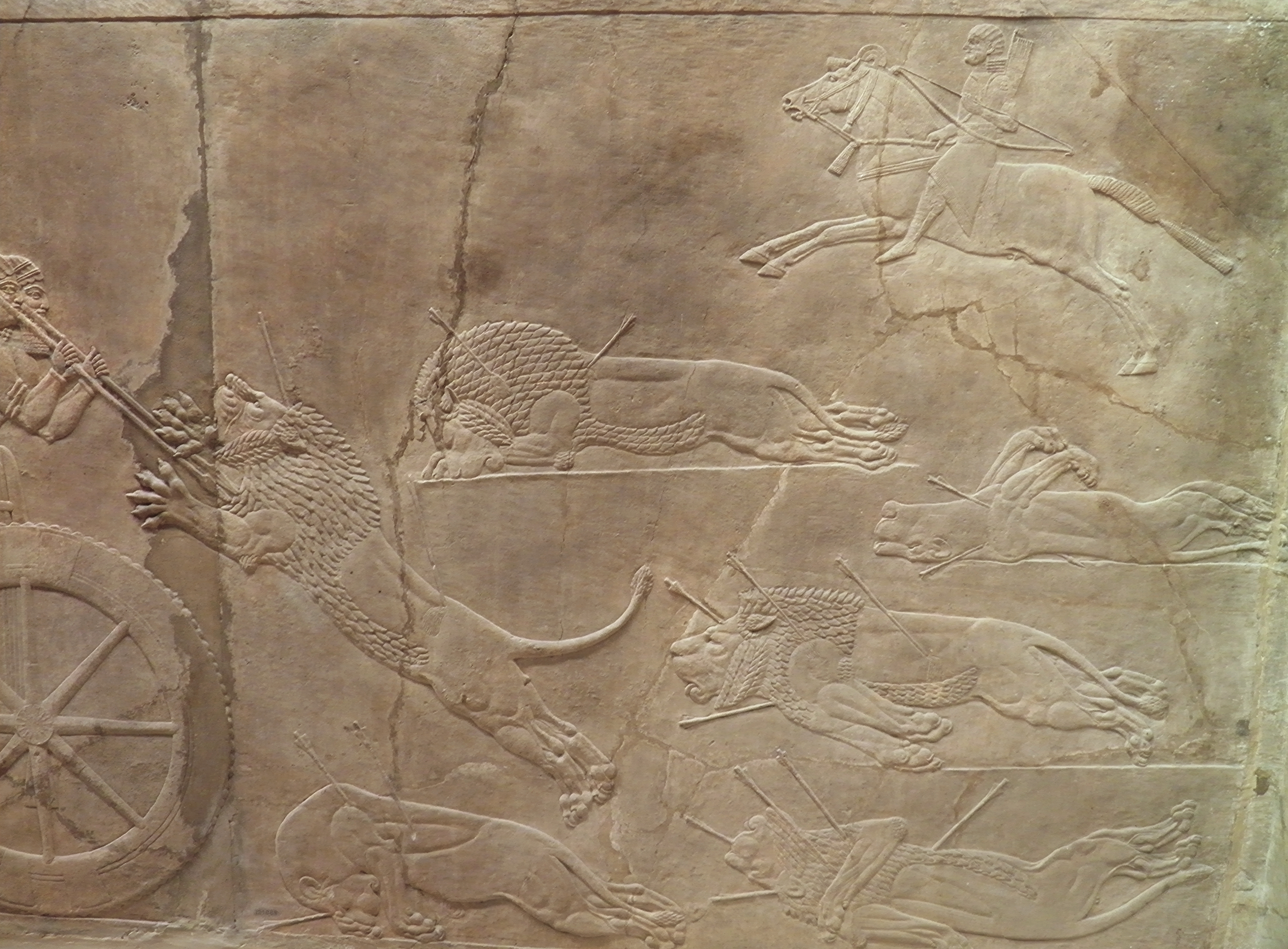
أسد خلف عربة الملك الحربية
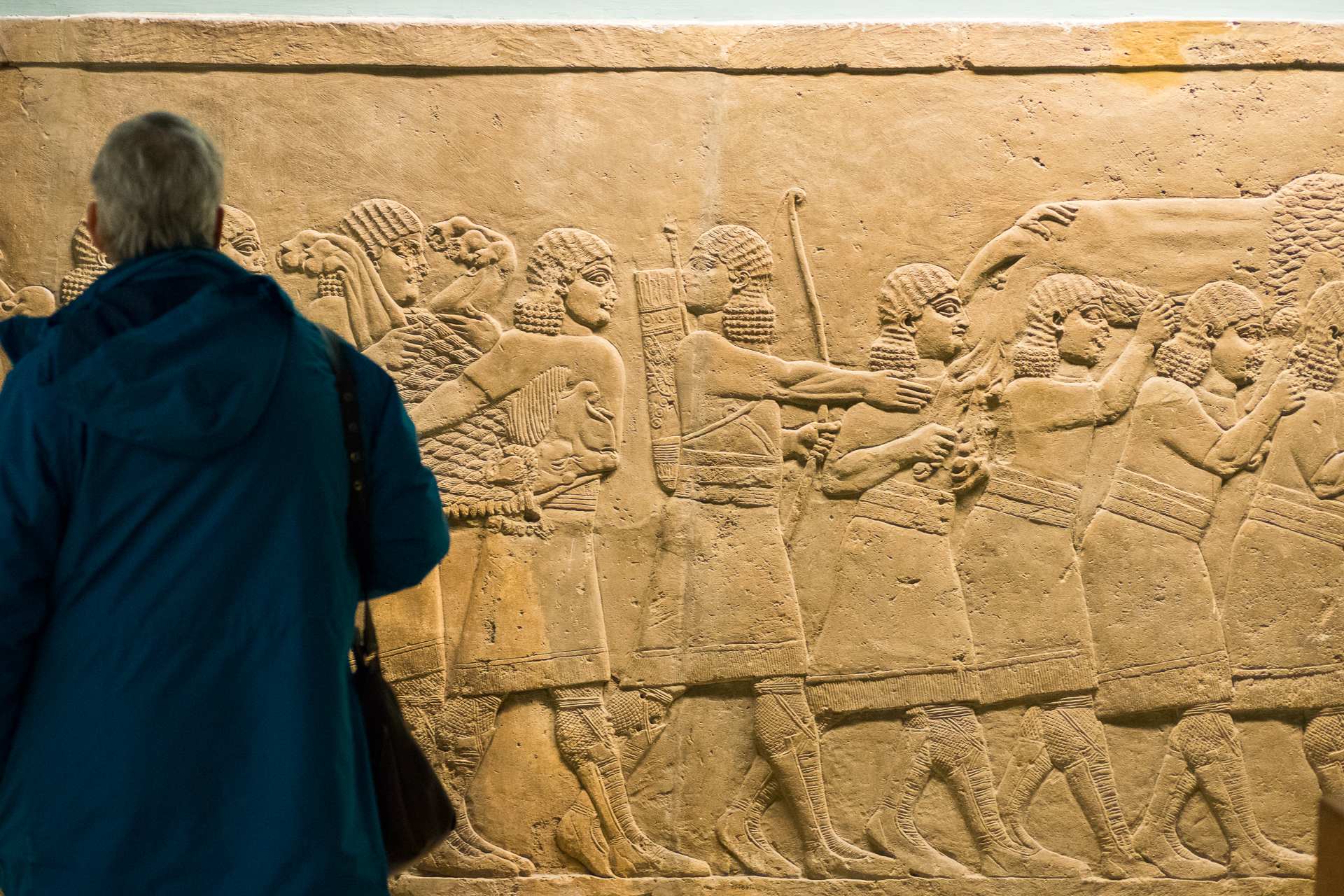
صيادون يحملون أسدين ميتين
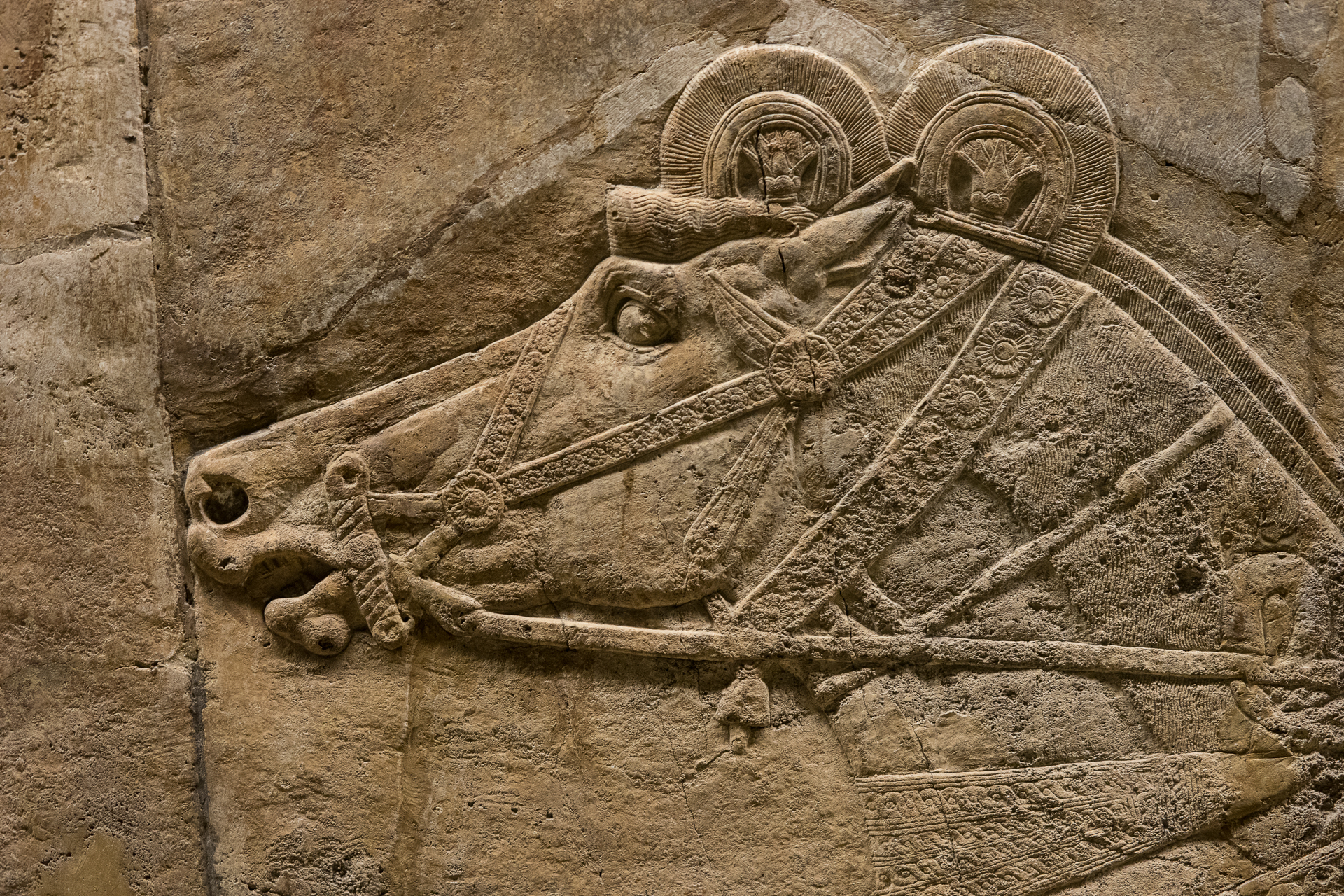
أحصنة مربوطة لعربة
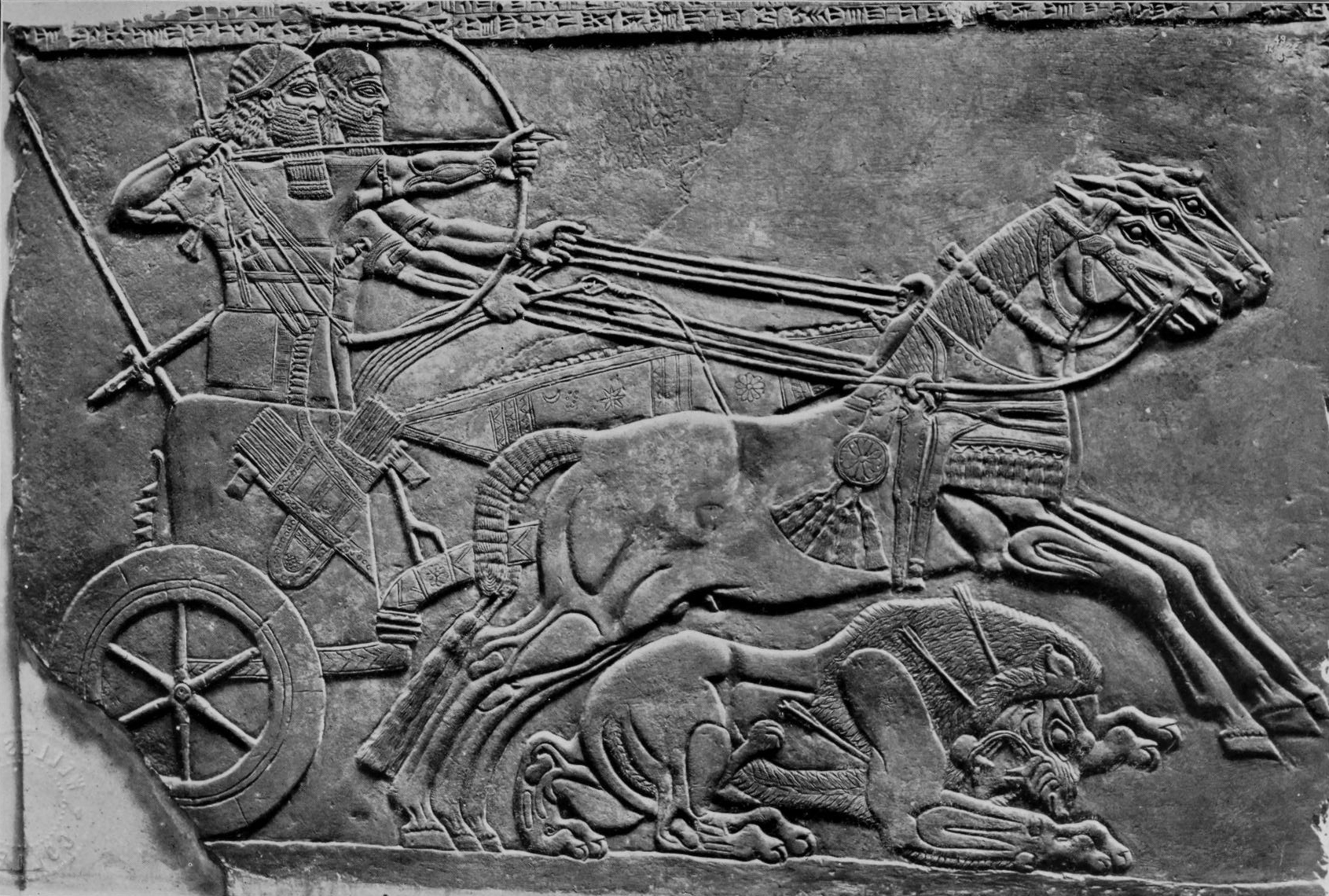